# Doubleback
Doubleback è una canzone della band statunitense hard/blues rock ZZ Top dell'album Recycler, inclusa nel film Ritorno al futuro - Parte III. La band ha fatto un cameo nel film suonando una versione della canzone da "vecchio west"  assieme ad alcuni musicisti locali.
"Doubleback" mantenne la prima posizione della Album Rock Tracks per 5 settimane. Ha ricevuto una nomination per un MTV Video Music Award nel 1990 per il "Miglior Video da un Film". La canzone è inclusa anche in Ritorno al Futuro: Il Flipper.

## Video musicale
Il video musicale di "Doubleback" era un clip tratto dal film ed è stato incluso nel DVD della trilogia.

## Album
Oltre a  Recycler, "Doubleback" appare nelle seguenti compilation:
- Rancho Texicano[2]
- Chrome, Smoke & BBQ[3]
- Greatest Hits[4]
- Back to the Future Part III: Original Motion Picture Soundtrack[1]

## Formazione
- Billy Gibbons – voce, chitarra[1]
- Dusty Hill – basso[1]
- Frank Beard – batteria, percussioni[1]